# 회문 소수
회문 소수(回文 素數)는 소수 중에서 회문(回文)이 되는 소수를 말한다. 예를 들어 11은 거꾸로 써도 11으로 자기 자신이 되는 회문수인데 소수가 되므로 회문 소수이다.

## 정리
3만보다 작은 회문 소수는 다음과 같다. (OEIS의 수열 A002385)
2, 3, 5, 7, 11, 101, 131, 151, 181, 191, 313, 353, 373, 383, 727, 757, 787, 797, 919, 929, 10301, 10501, 10601, 11311, 11411, 12421, 12721, 12821, 13331, 13831, 13931, 14341, 14741, 15451, 15551, 16061, 16361, 16561, 16661, 17471, 17971, 18181, 18481, 19391, 19891, 19991, …
짝수의 자릿수를 갖는 회문 소수는 11뿐이다. 현재까지 알려진 가장 큰 수의 회문 소수는 2007년에 발견된 10180004 + 248797842×1089998 + 1이다.

## 같이 보기
- 666